# 越中井

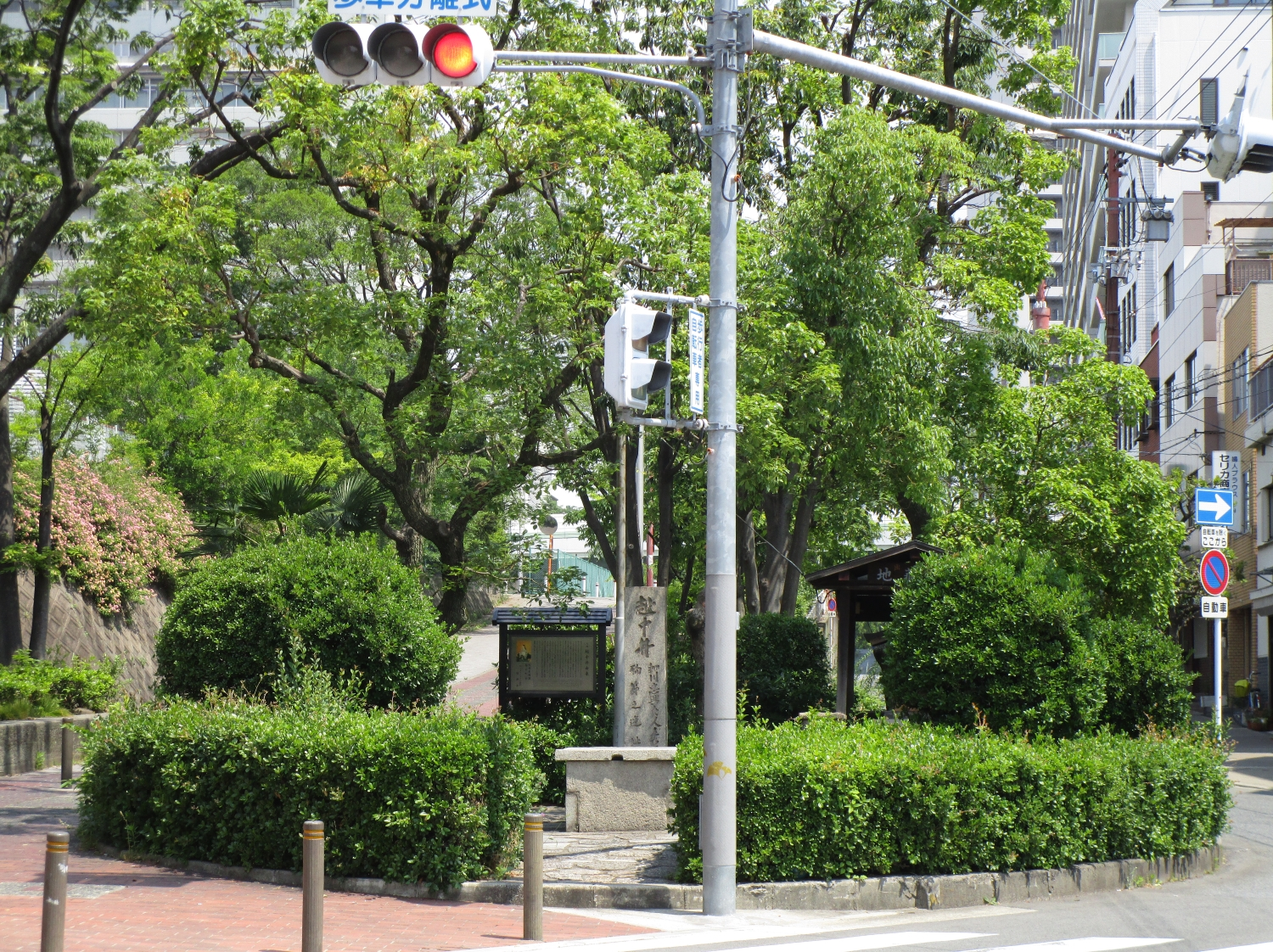
越中井

越中井（えっちゅうい）は、大阪市中央区森ノ宮中央2丁目12にある史跡。細川家の当主である細川忠興の屋敷の台所があったと伝えられる場所で、細川ガラシャ最期の地として知られる。越中井戸（えっちゅういど）とも呼称される。

## 歴史
細川ガラシャの名で知られる玉子が当屋敷に住んだ。細川忠興の正室であった玉子は、父である明智光秀が本能寺の変を起こしたことで、逆臣の娘の存在が細川家の存亡にかかわる事を恐れた忠興により、細川領内で丹後半島の奥地である味土野に幽閉されていた。後に光秀を討ち取った豊臣秀吉が石山本願寺跡に大坂城を建設。細川屋敷は城の三の丸にあたる同地に建設され、玉子もそこに住むことを許された。
細川屋敷に移った後、玉子は忠興の命により家臣2人を付けられ、外出を厳しく制限された。彼女はほとんど外へ出る事が出来ない中、お忍びで訪れた教会がきっかけで熱心なキリシタンとなる。玉子はバテレン追放令が発令された直後に忠興に内緒でキリスト教の洗礼を受け、「ガラシャ」の名を授かった。
秀吉の死後の1600年、会津征伐において忠興が徳川家康に従って出征している間に、豊臣家の再興をもくろむ石田三成が決起。三成は忠興を味方につける為、ガラシャを人質にしようと細川屋敷を取り囲むが、彼女はこれを拒絶し、自らの命を絶ち、屋敷に火を放った。これに驚いた三成は他の大名の家族に手を出すのを控えるよう余儀なくされ、結果多くの武将が家康側に付くこととなった。
細川屋敷の焼け跡には、台所の井戸が焼け残っており、「越中井」と呼ばれた。同地は江戸時代後期の摂津名所図会でも観光地として記載されている。井戸は大正時代に一旦埋め立てられたが、地元の住民により昭和34年（1959年）に復元。その後、他の場所に移そうとした市に住民らが相談し、井戸は保存された。
越中井は現在も30軒ほどからなる越中町会により交代で管理されている。

## 史跡
越中井は中央大通から坂道を下りた道の角に位置する。石造りの井戸と地蔵堂、石碑があり、周囲は木立に囲まれている。石碑は昭和期に大阪市婦人連合会により建てられたもので、側面にはガラシャの辞世の句「散りぬべき 時知りてこそ 世の中の 花も花なれ 人も人なれ」が刻まれている。句は徳富蘇峰による筆。
越中井の名は細川屋敷の主人である細川忠興が越中守（えっちゅうのかみ）であった事から名付けられた。なお、同地の現在の住所は「中央区森ノ宮中央2丁目」であるが、1979年の住居表示変更までは「東区越中町」であった。

## 周辺
- 大阪カテドラル聖マリア大聖堂（カトリック玉造教会） - 越中井の南200メートルほどの場所にある大聖堂。細川屋敷跡の敷地内であり、聖堂前の広場には細川ガラシャとキリシタン大名である高山右近の石像がある。また聖堂内には祈りを捧げる細川ガラシャの壁画（堂本印象作）が飾られている[9]。
- 越中公園 - 聖マリア大聖堂の北隣にある公園。「青刻昆布発祥の地」の石碑がある[10]。

## アクセス
- Osaka Metro中央線・大阪環状線森ノ宮駅より南西約500m